# 成功の入江
成功の入江 (Sinus Successus) は、月の豊かの海の西端に沿って存在する入江である。外側に膨らみ、湾のような形を作っている。月面座標は、北緯0.9度、東経59.0度である。
入江の東端に沿って、コンドンクレーターがある。また、南端には、ウェッブクレーターがある。その他、周囲には目立つものは何もないが、成功の入江のすぐ北西は、ソビエト連邦の探査機ルナ18号とルナ20号の着陸地点となった。